# Mares Schultz
Mares Schultz (geboren 21. Oktober 1920 in Hamburg als Theresia Maria Schultz; gestorben 15. März 2013 in Stuttgart) war eine deutsche Malerin, Grafikerin und Illustratorin. Sie galt als die „Grand Dame“ des Bundes Bildender Künstlerinnen Württembergs.

## Leben
Die Eltern von Mares Schultz waren der U-Boot-Ingenieur und Schiffsbauer Heinrich Schultz und Gerta Schultz geborene Niemer. Gerta Schultz und ihre Schwester Clara Niemer waren beide künstlerisch begabt. Clara Niemer hatte die kunstgewerbliche Abteilung der Staatlichen Schule für Frauenberufe in Hamburg gegründet. Sie führte ihre Nichte frühzeitig über einen spielerischen Unterricht an die Kunst heran. In ihrer Jugendzeit prägten die Jugendstil-Ausstattungen in ihrer Hamburger Heimat und im Haus ihrer Großeltern in Münster sowie Gemälde der Rheinischen Expressionisten der Düsseldorfer Schule in der elterlichen Wohnung ihren Kunstgeschmack.
Heinrich Schultz starb bereits 1930. Mares Schultzes Bruder wanderte 1936 nach Brasilien aus. Nach dem Ende ihrer Schulzeit absolvierte Mares Schultz 1937/38 einen einjährigen Arbeitsdienst in Mecklenburg. Danach zog sie gemeinsam mit ihrer Mutter nach Bonn und begann eine Ausbildung als Illustratorin an der Meisterschule des Deutschen Handwerks in Köln. 1940 studierte sie für ein Semester an der Akademie der bildenden Künste in Wien, wo Schultz sich bei Herbert Boeckl und Christian Ludwig Maier in der Zeichnung weiterbildete.
Nach Ende der Ausbildung 1942 zog Schultz mit ihrer Mutter nach München, wo sie ein Studium bei Hermann Kaspar an der Akademie der bildenden Künste begann. Bis zur Zerstörung der Akademie bei einem Bombenangriff 1944 war sie seine Meisterschülerin. Dann flüchteten Mares und Gerta Schultz nach Meersburg, wo sie im Sommerhaus Clara Niemers lebten. Dort lernte Schultz Elisabeth Erdmann-Macke kennen, die Witwe August Mackes, wodurch Schultz sein Werk kennenlernte.
Nach Kriegsende gründete Schultz eine Puppenbühne (Meersburger Schaukästchen), für die sie die Stücke schrieb und die Puppen selbst herstellte. Daneben unterrichtete sie Malen und übernahm Porträtaufträge. Zudem arbeitete sie und arbeitete für die „Schwäbische Zeitung“ als Illustratorin. Nachdem 1948 Marlise Klock ihre Schülerin wurde, freundete sie sich mit deren Familie an. Das bewog sie, nach Stuttgart zu ziehen, wo sie sich dem Bund Bildender Künstlerinnen Württembergs anschloss. 1951 zog sie in das Atelierhaus des Bundes in der Eugenstraße 17, wo sie bis 1969 lebte. Um ihren Lebensunterhalt zu verdienen, übte sie eine Nebentätigkeit als Postfacharbeiterin aus. Von 1952 bis 1955 arbeitete sie als Grafic artist für die US-Armee in der Karlskaserne in Ludwigsburg. In den folgenden Jahren reiste sie zu Studienzwecken nach Nordafrika und mehrfach nach Brasilien.
Von 1969 bis 1976 lebte Schultz in Münster/Westfalen, danach zog sie nach Stuttgart zurück. Bereits seit 1972 hatte sie wieder eine Atelierwohnung in der Eugenstraße 17, in der sie bis 2011 lebte. Schultz unterrichtete in der Erwachsenenbildung und gab Privatunterricht. 1997 schuf sie im öffentlichen Auftrag das farbige Glasfenster Ein Vogel baut sein Nest für St. Nikolas in Unterheinriet. Nach 60 Jahren Mitgliedschaft galt Schultz als „Grande Dame“ des Bundes Bildender Künstlerinnen Württembergs.

## Werk
Mares Schultz fand ihre Motive im Alltag der Stadt. In der Komposition ihrer Werke treten die Figuren zueinander in Beziehung. Schultz fokussierte auf den Moment der Begegnung und hob die Blicke hervor.
Die im Film Die Sünderin von 1950 gezeigte Zeichnung Todesengel stammte von Mares Schultz.
Mares Schultz’ Werk befindet sich im Besitz der Kirchengemeinde Manosque, Provence, Frankreich, der Galerie der Stadt Stuttgart, den Regierungspräsidien Stuttgart und Tübingen, der Staatsgalerie Stuttgart und in der Kunstsammlung der Landesgirokasse Stuttgart.

## Ehrungen
- 1956 vorgesehen für den Kunstpreis der Jugend des Verband Bildender Künstler und Künstlerinnen Württemberg[8]
- ab 1986 Ehrensold[8]

## Mitgliedschaften
- ab 1950 Bund Bildender Künstlerinnen Württembergs (BBKW)[8]
- Verband Bildender Künstler und Künstlerinnen Württemberg[8]
- 1966–1976 Gesellschaft der Freunde junger Kunst Baden-Baden[8]
- 1967 Stuttgarter Sezession[8]

## Ausstellungen (Auswahl)
Edith Neumann hat die Ausstellungen Mares Schultz’ bis 1999 zusammengestellt:
- 1944 Akademieausstellung, München
- 1953 Schulhaus, Meersburg
- 1954 Temperabilder einer Seereise – Holland, England, Afrika, Kunsthaus Schaller, Stuttgart
- 1955 Galerie Oxumare, Salvator-Bahia, Brasilien
- 1956 Kunsthaus Schaller, Stuttgart
- 1957–1984 Teilnahme an der Großen Kunstausstellung der Neuen Münchener Künstlergenossenschaft im Haus der Kunst
- 1960 Galerie Ger van Gelderen, Amersfort, Niederlande
- 1960 Galerie Glasing, Münster/Westfalen
- 1962 Kunsthaus Schaller, Stuttgart
- 1962 GEDOK-Galerie, Stuttgart
- 1963 Firma Siemens, München
- 1963 Künstlerbund Baden-Württemberg, Stuttgart
- 1964 Galerie Schanz, Münster/Westfalen
- 1964 Galerie im Zimmertheater, Tübingen
- 1966 GEDOK-Galerie, Stuttgart
- 1967 Kunsthaus Schaller, Stuttgart
- 1967 Stuttgarter Sezession, Stuttgart
- 1968 Commerzbank, Bergedorf/Hamburg
- 1968 Kunsthaus Schaller, Stuttgart
- 1969 GEDOK, Musée d’Art moderne, Paris
- 1969 Kunst aus Württemberg 3, Württembergischer Kunstverein, Stuttgart
- 1970 Commerzbank, Reutlingen
- 1970 Galerie Kunsthöfle, Bad Cannstatt
- 1971 Hühning Galerie, Münster/Westfalen
- 1973 Menschsein erlebt, Evangelische Tagungsstätte, Löwenstein (mit Anneliese Höschele)
- 1973 BBKW-Ausstellung, Atelierhaus-Galerie, Stuttgart (mit Mara Wolf)
- 1979 Bilder, Galerie Kunsthöfle, Bad Cannstatt
- 1973 Aquarelle, BBKW-Ausstellung, Atelierhaus-Galerie, Stuttgart
- 1980 Malerei und Grafik, Amtsgericht Bad Cannstatt
- 1985 Ölbilder und Aquarelle, Galerie Schilling, Schorndorf
- 1985 Stuttgarter Künstlerbund, Stuttgart
- 1988 Galerie Kunsthöfle, Bad Cannstatt
- 1989 Kulturhaus Sipplingen/Bodensee (mit Anneliese Höschele und Eva-Barbara Autenrieth-Niggemann)
- 1989 Kunsthaus Bühler, Stuttgart
- 1990 Kornhaus, Kirchheim/Teck (mit Eva Unterberger)
- 1992 So gesehen, BBKW-Ausstellung, Atelierhaus-Galerie, Stuttgart (mit Felizitas Scholand)
- 1993 Mitmenschen, Stadtbücherei Leonberg
- 1993 BBKW-Ausstellung, Atelierhaus-Galerie, Stuttgart (mit Rut Hanselmann)
- 1994 Schulungszentrum Wüstenrot, Gronau
- 1996 Retrospektive, Galerie der Stadt Wendlingen
- 1997 Galerie Kreeb, Meersburg
- 1997 Rathaus Schönaich (mit Dieter Kränzlein)
- 1998 BBKW-Ausstellung, Atelierhaus-Galerie, Stuttgart (mit Rut Hanselmann)
- 2010 Vernissage und Hommage an die Stuttgarter Künstlerin Mares Schultz zu ihrem 90. Geburtstag, Kanzlei Königstraße Köster & Kollegen, Stuttgart[12]
- 2016 Seherlebnisse – Retrospektive Mares Schultz, BBKW-Ausstellung, Stuttgart[13]
- 2019/20 Netzwerkerinnen der Moderne, Zehntscheuer, Städtische Galerie Böblingen[3]